# Herb Cohen
Herb Cohen, celým jménem Herbert Cohen (30. prosince 1932 New York – 16. března 2010 Napa, Kalifornie) byl manažer Franka Zappy, Toma Waitse a mnoha dalších hudebníků. Zemřel ve věku 77 let kvůli komplikacím spojených s rakovinou.